# 乔治·梅纳特
乔治·梅纳特（英語：George Mehnert，1881年11月3日—1948年7月8日），美国男子摔跤运动员。他曾代表美国参加1904年和1908年夏季奥林匹克运动会摔跤比赛，获得二枚金牌，均来自男子自由式项目。